# Saïtische renaissance
De Saïtische renaissance of Saïstijd (664-525 v.Chr.) was de tijd van de grote nabloei van Egypte. Hoewel het land moeite had op het vlak van de buitenlandse politiek de ontwikkelingen in het Midden-Oosten bij te benen was het een tijd van grote bloei in de bouwkunst, de literatuur en de welvaart. Evenals onder de Nubische dynastie was er een sterke neiging op oude voorbeelden terug te vallen, soms zelfs op de tijd van het Oude Rijk. Er was een drang naar zuivering. Zo werd bijvoorbeeld de cultus van Seth niet langer als Egyptisch gezien, maar als een verwerpelijke invloed van de Semitische buren.
Het was echter ook een tijd waarin Egypte zijn traditionele geslotenheid opgaf voor meer openheid naar de buitenwereld. Zo werd er veel gebruikgemaakt van huurlingen uit Griekenland en Carië (nu in Zuidwest-Turkije). Er kwamen ook veel vreemdelingen in Egypte wonen zoals Feniciërs, Syriërs en Joden, die door de Assyriërs van huis verdreven waren. Necho II bouwde een aanzienlijke vloot, waarmee nieuwe handelsbetrekkingen aangeknoopt werden. De vloot werd zelfs erop uitgestuurd om te ontdekken of Afrika te ronden was.
Een typische religieuze ontwikkeling van deze tijd is de groei van de verering van dieren, zoals de Apis stier, de heilige ibis en de kat. De Apis stier kreeg koninklijke titels en de opvolging van de heilige stieren werd nauwkeurig bijgehouden. Dit laatste is bijzonder nuttig voor de chronologie van de periode omdat het vergelijking met de regeringsjaren van de farao's mogelijk maakt.